# 장치천
장치천(중국어 정체자: 江啟臣, 병음: Jiāng Qǐchén, 영어: Johnny Chiang, 1972년 3월 2일 ~ )은 타이완의 정치인이다. 2018년부터 2019년까지 중국 국민당 입법원 간부회의 총위원장을 역임했다. 2024년 2월 1일, 장치천은 국민당 전당대회에서 입법원 부원장 후보로 지명되었으며, 두 차례의 투표를 거쳐 54표의 단순 과반수로 입법원 부원장에 선출되었다.